# Luigi Alva
Luigi Alva, właśc. Luis Ernesto Alva y Talledo (ur. 10 kwietnia 1927 w Limie, zm. 15 maja 2025 w Mariano Comense) – peruwiański śpiewak operowy, tenor.

## Życiorys
Uczył się u Rosy Morales w Limie, gdzie w 1950 roku zadebiutował jako śpiewak. Następnie kształcił się w Mediolanie u Ettore Campogallianiego. Od 1954 roku występował na scenach włoskich, m.in. w mediolańskiej La Scali. Wystąpił w prapremierowych przedstawieniach oper Una domanda di matrimonio Luciano Chailly’ego i La donna è mobile Riccardo Malipiero. W 1960 roku debiutował na scenie londyńskiego Covent Garden Theatre, a w 1964 roku w nowojorskiej Metropolitan Opera. W 1961 roku jako Nemorino w Napoju miłosnym Gaetana Donizettiego wystąpił na festiwalu operowym w Glyndebourne. Dokonał licznych nagrań płytowych dla wytwórni Columbia Records. W 1989 roku przeszedł na emeryturę.
W swoim repertuarze miał role m.in. w Kserksesie i Alcinie G.F. Händla, Il matrimonio segreto Cimarosy, Così fan tutte, Don Giovannim, Weselu Figara i Czarodziejskim flecie W.A. Mozarta, Cyruliku sewilskim i Włoszce w Algierze Rossiniego czy Falstaffie i Traviacie Verdiego.